# Vitskuldrad blåsmyg
Vitskuldrad blåsmyg(Malurus alboscapulatus) är en fågel i familjen blåsmygar inom ordningen tättingar.

## Utseende och läte
Vitskuldrad blåsmyg är en liten fågel med lång stjärt som den ofta håller rest. Hanen är trots namnet helsvart, med en vit fläck på skuldrorna. Honan varierar geografiskt, brun i vissa områden och svart i andra, men har alltid vit strupe, vitt bröst och en bruten vit ögonring. Sången består av en konstant upprepad ljus fras, medan lätet är ett torrt skallrande.

## Utbredning och systematik
Vitskuldrad blåsmyg förekommer huvudsakligen på Nya Guinea. Den delas in i sex underarter med följande utbredning:
- Malurus alboscapulatus lorentzi – förekommer på södra och sydvästra Nya Guinea
- Malurus alboscapulatus alboscapulatus – förekommer i Västpapua (bergen Arfak och Tamrau)
- Malurus alboscapulatus naimii – förekommer i norra och södra låglandet och centrala höglandet på Nya Guinea
- Malurus alboscapulatus aida – förekommer i Västpapua
- Malurus alboscapulatus kutubu – förekommer i södra höglandet på centrala Nya Guinea
- Malurus alboscapulatus moretoni – förekommer längs norr och södra kusterna på sydöstra Nya Guinea och ön Fergusson

## Status
Arten har ett stort utbredningsområde och beståndet anses vara stabilt. Internationella naturvårdsunionen IUCN listar den därför som livskraftig (LC).